# Diphasiopsis
Diphasiopsis é um género botânico pertencente à família Rutaceae.